# Niphetogryllacris jacobii
Niphetogryllacris jacobii is een rechtvleugelig insect uit de familie Gryllacrididae. De wetenschappelijke naam van deze soort is voor het eerst geldig gepubliceerd in 1928 door Heinrich Hugo Karny.